# Чумак, Павел Александрович
Павел Александрович Чумак — советский хозяйственный, государственный и политический деятель, Герой Социалистического Труда.

## Биография
Родился в 1931 году в селе Клавдиево. Член КПСС.
С 1954 года — на хозяйственной, общественной и политической работе. В 1954—1995 гг. — машинист экскаватора специализированного строительно-монтажного управления треста «Строймеханизация» Главкиевгорстроя в городе Киеве Украинской ССР.
Указом Президиума Верховного Совета СССР от 22 июля 1982 года присвоено звание Героя Социалистического Труда с вручением ордена Ленина и золотой медали «Серп и Молот».
Умер в Киеве в 2017 году.